# Диліївка (станція)
Дилі́ївка — залізнична станція 5-го класу Лиманської дирекції Донецької залізниці на лінії Слов'янськ — Горлівка між станціями Магдалинівка (6 км) та Костянтинівка (13 км). Розташована в однойменному селищі Диліївка Бахмутського району Донецької області
Через військову агресію Росії на сході Україні транспортне сполучення припинене.